# Vol 610 d'Iberia
El vol 610 d'Iberia fa referència a l'accident que va patir el 19 de febrer de 1985 un Boeing 727 de la companyia espanyola Iberia anomenat "Alhambra de Granada", que realitzava el vol regular 610 (IB-610) entre Madrid i Bilbao, en xocar amb l'antena d'Euskal Telebista instal·lada a la muntanya Oiz durant l'aproximació a l'aeroport de Bilbao. Van morir les 148 persones que viatjaven a bord.

## L'aparell
L'aeronau sinistrada era un Boeing 727-256Adv que tenia 5 anys i 9 mesos d'antiguitat.

## L'accident
Eren les 09:25 quan l'avió, que estava descendint per realitzar la maniobra d'aterratge en l'aeroport de Bilbao, va copejar amb la seva ala esquerra contra una antena d'Euskal Telebista a la Muntanya Oiz. Després de l'impacte l'aeronau va volar fora de control al llarg d'un quilòmetre, es va invertir sobre el seu eix longitudinal i es va estavellar contra el terreny, lliscant-se en aquesta posició pel vessant nord-oest de la muntanya, talant desenes de pins que trobava al seu pas, alhora que els motors feien explosió.
Les imatges recollides pels mitjans de comunicació en aquella espècie de tallafocs creat en lliscar-se l'avió vessant a baix reflectien la magnitud de l'impacte. La nau havia quedat convertida en una llarga sèrie de restes metàl·liques repartides per tot el vessant i quant als 141 passatgers i 7 tripulants que viatjaven en l'avió solament van quedar múltiples i diminutes restes distribuïdes per tota la muntanya. En l'antiga caserna de Garellano, a Bilbao, habilitada com a dipòsit de cadàvers, es va informar llavors que tan sols sis cossos estaven "parcialment complets". Només es va trobar un cadàver sense mutilar: el d'un difunt que era traslladat en el seu taüt a Bilbao en el celler de l'avió.

## Les causes
Es van determinar com a causes fonamentals de l'accident l'excessiva confiança en el sistema d'alerta d'altitud, així com una incorrecta interpretació dels seus avisos, i possiblement un error de lectura de l'altímetre. A més, fou un factor contribuent la boira que cobria el cel en aquell moment.
A més, en les cartes de navegació de les que disposaven a bord d'l'avió, no estava senyalitzades ni la muntanya Oiz, de més de 1000 m. ni l'antena d'Euskal Telebista amb la qual va col·lisionar. Per tant, desconeixien de l'existència d'ambdós obstacles i això va fer que no prenguessin precaucions addicionals durant el descens. La boira va fer la resta.

## Personalitats
Entre els morts hi havia Gregorio López-Bravo de Castro, que havia estat ministre d'Indústria i després d'Afers Exteriors amb Franco. També va morir el doctor José Ángel Portuondo pioner de la fecundació "in vitro", l'empresari teatral i fundador de la cadena Astoria, Julián Vinuesa, el ministre bolivià de Treball, Gonzalo Guzmán, el directiu de Vidrieras de Llodio, Isidoro Delclaux i Miguel Ángel Portillo, exmassatgista del Rayo Vallecano. Van salvar la vida el que seria ministre d'afers exteriors Francisco Fernández Ordóñez, i Marcos Vizcaya Retana, que era diputat del PNB en aquella època, perquè van renunciar a última hora a prendre aquest vol.